# Grand-Vabre
Grand-Vabre – miejscowość i dawna gmina we Francji, w regionie Oksytania, w departamencie Aveyron. W 2013 roku populacja ówczesnej gminy Grand-Vabre wynosiła 409 mieszkańców. W Grand-Vabre rzeka Dourdou de Conques uchodzi do Lot. 
W dniu 1 stycznia 2016 roku z połączenia czterech ówczesnych gmin – Conques, Grand-Vabre, Noailhac oraz Saint-Cyprien-sur-Dourdou – powstała nowa gmina Conques-en-Rouergue. 

## Zabytki
Zabytki w miejscowości posiadające status monument historique:
- zamek Selves (fr. Château de Selves) w osadzie La Vinzelle